# Batalha de Bangui (março de 2013)
Batalha de Bangui ocorreu durante a guerra civil centro-africana e resultou na Coalizão Séléka tomando o poder na República Centro-Africana. Com as Forças Armadas da República Centro-Africana e as tropas internacionais ausentes, a maior parte da resistência foi incrementada pelos soldados da África do Sul. 

## Antecedentes
Em 18 de março de 2013, os rebeldes, depois de tomarem Gambo e Bangassou, ameaçaram pegar em armas novamente caso suas demandas pela libertação dos presos políticos, pela integração de suas forças no exército nacional e pela retirada dos militares sul-africanos do país não fossem atendidas dentro de 72 horas.  Três dias depois, assumiram o controle das cidades de Damara e Bossangoa. 

## Batalha
Em 23 de março, rebeldes do Séléka entraram nos arredores de Bangui. Às 19 horas, Christian Narkoyo, porta-voz do Séléka, anunciou que as forças rebeldes atravessaram o bairro PK12 com pouca resistência. Os rebeldes cortaram a eletricidade da cidade desligando a usina de Bouali. Em reação ao avanço rebelde, as forças francesas garantiram o Aeroporto de Bangui. Às 8h15 da manhã de 24 de março, eclodiram combates no centro da cidade. Às 8:48, Djouma Narkoyo anunciou que os rebeldes capturaram o palácio presidencial, informando que o presidente François Bozizé havia fugido antes. Tropas da Força Multinacional da África Central foram enviados para proteger embaixadas estrangeiras e soldados franceses participaram na segurança da cidade para evitar saques. Às 12:00, foi anunciado que os rebeldes controlavam a cidade inteira, restando apenas alguns bolsões de resistência. Em 18:31, Michel Djotodia se declarou novo presidente do país. 